# Manuel Baum
Manuel Baum (pronunciación en alemán: /ˈmaːnu̯eːl ˈbaʊ̯m, -nu̯ɛl -/; Landshut, Alemania Federal, 30 de agosto de 1979) es un exfutbolista y entrenador alemán. Actualmente está sin equipo.
Como futbolista, se desempeñó de portero y jugó para el FC Ismaning y el FC Unterföhring.
Luego de su retiro en 2006 comenzó su carrera como entrenador en el FC Unterföhring.
El 21 de junio de 2019 fue contratado por la DFB para ser entrenador del equipo sub-20 de Alemania. Luego dirigió a la selección de Alemania sub-18.
El 30 de septiembre de 2020, Baum firmó por dos años con el Schalke 04. Sin embargo, no pudo revertir la difícil situación del conjunto alemán y acabó siendo cesado el 18 de diciembre de 2020, tras haber sumado 4 puntos en 9 partidos.

## Clubes

### Como jugador
| Club            | País     | Año       |
| --------------- | -------- | --------- |
| FC Ismaning     | Alemania | 1998-2006 |
| FC Unterföhring | Alemania | 2006-2008 |

### Como entrenador
| Club               | País     | Año       |
| ------------------ | -------- | --------- |
| FC Unterföhring    | Alemania | 2006-2009 |
| FT Starnberg 09    | Alemania | 2009-2011 |
| SpVgg Unterhaching | Alemania | 2014      |
| FC Augsburgo II    | Alemania | 2015      |
| FC Augsburgo       | Alemania | 2016-2019 |
| Alemania Sub-20    | Alemania | 2019-2020 |
| Alemania Sub-18    | Alemania | 2020      |
| Schalke 04         | Alemania | 2020      |